# Lovoa
Lovoa är ett släkte av tvåhjärtbladiga växter. Lovoa ingår i familjen Meliaceae.
Kladogram enligt Catalogue of Life:
| Lovoa | \| \| Lovoa swynnertonii \| \| \| \| \| \| Lovoa trichilioides \| \| \| \| |
|       | \| \| Lovoa swynnertonii \| \| \| \| \| \| Lovoa trichilioides \| \| \| \| |
|       | Lovoa swynnertonii                                                         |
|       |                                                                            |
|       | Lovoa trichilioides                                                        |
|       |                                                                            |